# Białe złoto

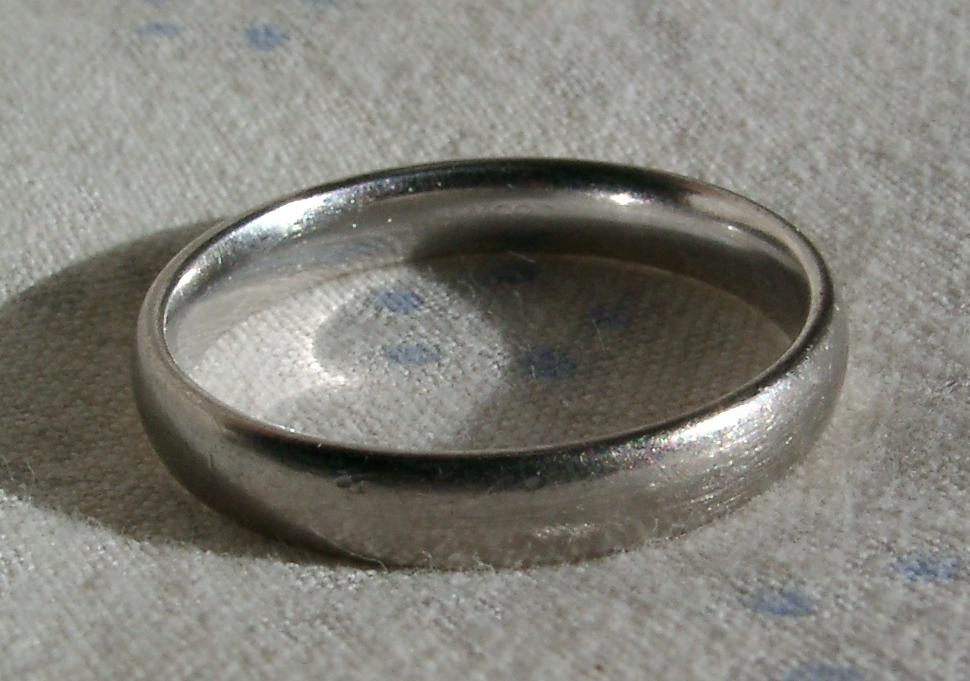
Obrączka z białego złota platerowana rodem

Białe złoto – stop złota z niklem, cynkiem (25%), czasem srebrem i palladem imitujący barwą platynę.
Większość nowych obrączek z białego złota ma srebrny kolor. Spowodowane jest to tym, iż są poddawane rodowaniu, tzn. pokrywa się je warstwą rodu. Z czasem rod się ściera i obrączka ma wtedy również kolor srebrny, ale nie ma już takiego blasku jak z warstwą rodu. Istnieje jednak białe złoto nierodowane i jednocześnie posiadające właściwy kolor i połysk – jest to stop złota z niklem. Właściwości fizyczne białego złota różnią się, ponieważ zawiera ono inne domieszki i może wykazywać np. większą twardość. Właściwości chemiczne są praktycznie takie same jak złota innych kolorów.